# La Gorgoracha
La Gorgoracha (también llamada Caserío de la Gorgoracha) es una localidad y pedanía española perteneciente al municipio de Vélez de Benaudalla, en la provincia de Granada. Está situada en la parte central de la comarca de la Costa Granadina. Cerca de esta localidad se encuentran los núcleos de Vélez de Benaudalla capital, Motril, Lobres y Lagos.
Incluye multitud de diseminados que actualmente se encuentran deshabitados en su mayoría o aprovechados para estancias esporádicas en fines de semana o vacaciones. Entre ellos destacan Belluga, El Catalán, Escalate, Micas, Rincón y El Tejar.

## Demografía
Según el Instituto Nacional de Estadística de España, en el año 2024 La Gorgoracha contaba con 110 habitantes censados, lo que representa el 3,6% de la población total del municipio.

### Evolución de la población
| Gráfica de evolución demográfica de La Gorgoracha entre 2014 y 2024 |
|                                                                     |
| Datos según el nomenclátor publicado por el INE.                    |

## Comunicaciones

### Carreteras
La Gorgoracha es uno de los nudos de comunicación más importantes de la provincia de Granada. Junto a la pedanía finaliza la autovía A-44, que se une a la A-7 o Autovía del Mediterráneo.
Las principales vías de comunicación que transcurren por esta localidad son:
| Identificador | Denominación                        | Itinerario                   |
| ------------- | ----------------------------------- | ---------------------------- |
| A-7           | Autovía del Mediterráneo            | Algeciras - Barcelona        |
| A-44          | Autovía de Sierra Nevada            | Bailén - La Gorgoracha       |
| A-4133        | Carretera de los Caracolillos       | Vélez de Benaudalla - Motril |
| GR-5208       | Acceso a la Planta de Vélez y Lagos | La Gorgoracha - Lagos        |

Algunas distancias entre La Gorgoracha y otras ciudades:
| Ciudades            | Distancia (km) |
| ------------------- | -------------- |
| Vélez de Benaudalla | 6              |
| Motril              | 7              |
| Granada             | 55             |
| Almería             | 114            |
| Jaén                | 146            |
| Murcia              | 333            |

## Cultura
El libro "Quédate con nosotros, Señor, porque atardece" (2013) de Álvaro Pombo se desarrolla principalmente en La Gorgoracha.